# 청팡우

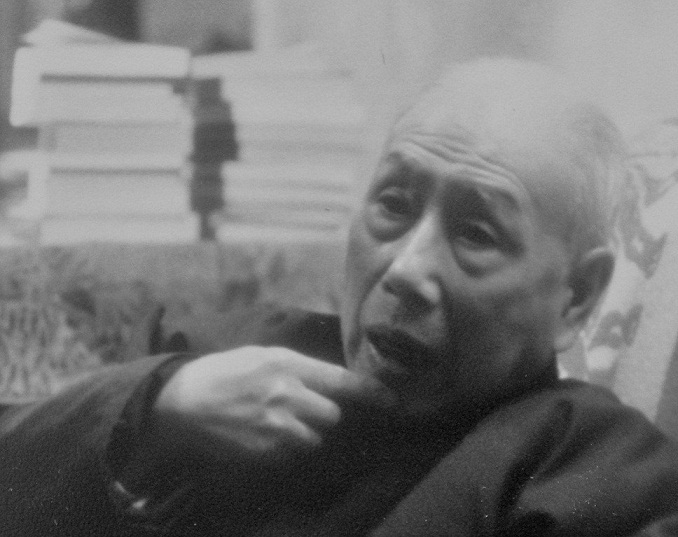

청팡우(成仿吾, 1897년 8월 24일 ~ 1984년 5월 16일)는 중국 현대의 평론가·교육가이다. 석후생(石厚生)이란 필명을 사용한 일도 있다. 후난성(湖南省) 신화(新化) 사람이다.
일본 유학 중에 궈모뤄 등과 창조사를 결성, 주로 평론으로 활약했다. 특히 1928년, 창조사 후기에 발표한 <문학혁명에서 혁명문학으로>는 혁명문학론의 대표적 논문의 하나로 꼽히는데 논문 자체에 파벌의식이 강하게 남아 있다. 후에 주로 교육계에서 활동했으며 <홍위병 난동>에서는 비판을 받고 있다.